# ألمانيا الوسطى (جغرافيا)

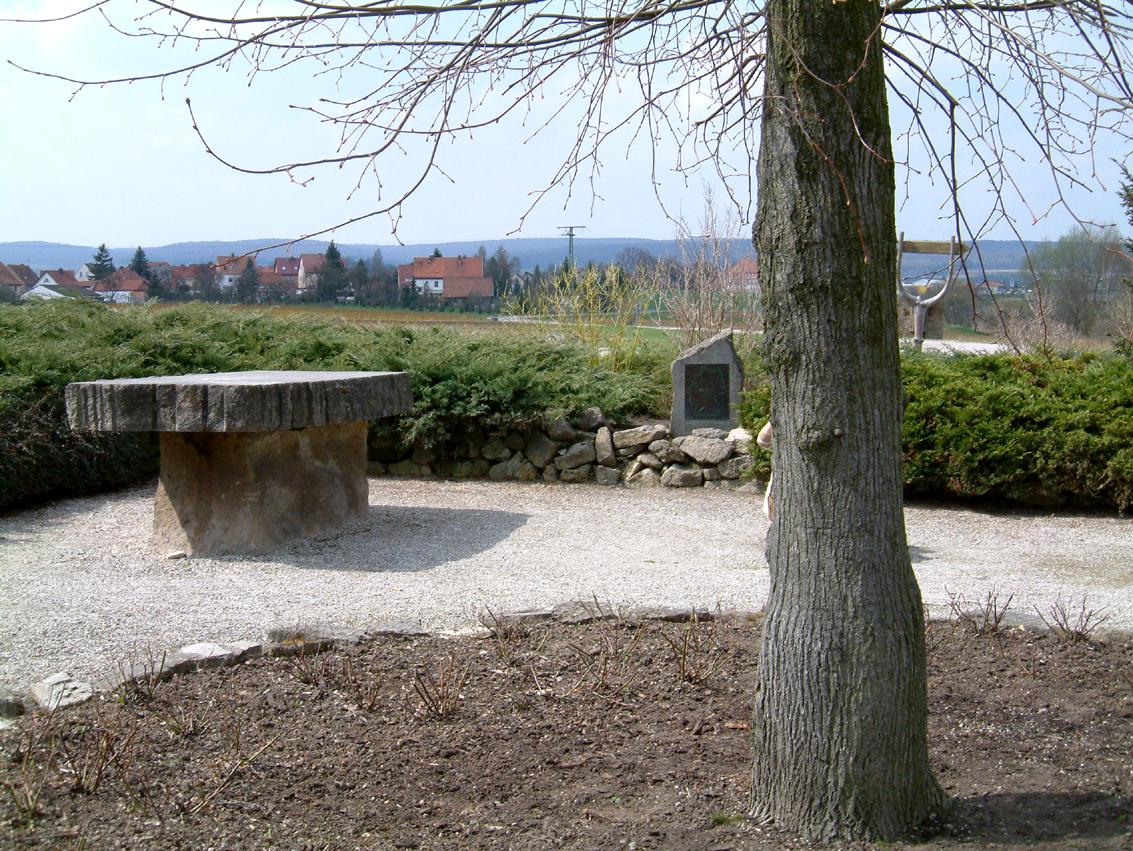
"النقطة المركزية" في Niederdorla

وسط ألمانيا ( Zentraldeutschland / Mitteldeutschland )، في الجغرافيا، تصف المناطق المحيطة بالمركز الجغرافي لألمانيا.

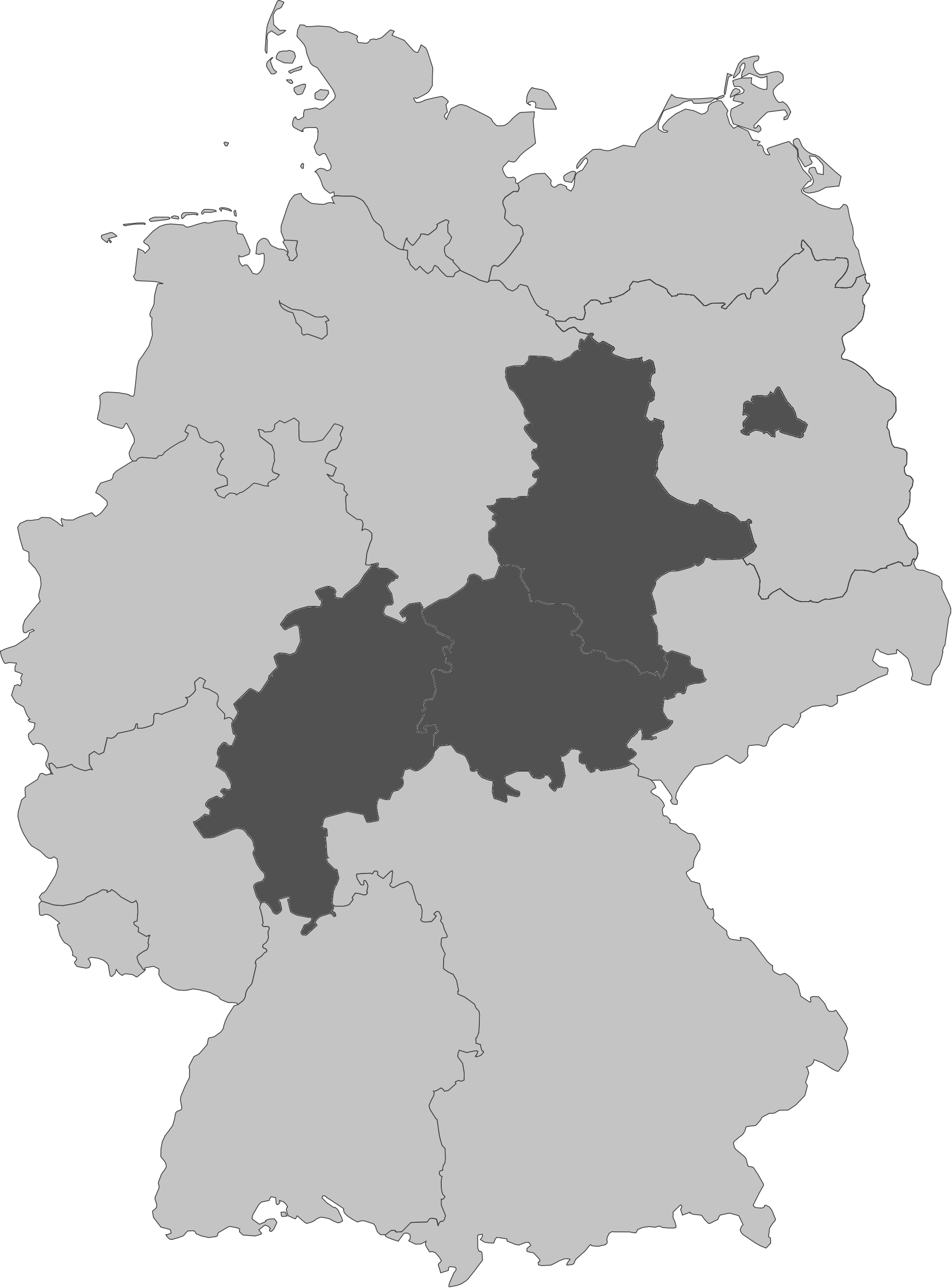
الولايات الألمانية غير الساحلية دون حدود خارجية

هيس وساكسونيا أنهالت وتورينغن هي الولايات الألمانية غير الساحلية الوحيدة التي ليس لها حدود دولية باستثناء دولتي مدينتي برلين وهامبورغ.

## المركز الجغرافي
تحولت النقطة المركزية عدة مرات خلال تاريخ البلاد الحافل بالأحداث. تقع Niederdorla اليوم في ولاية تورينغن أنها أكثر البلديات مركزية في ألمانيا. نصبت لوحة وشجرة الليمون زرعت في بعد إعادة توحيد ألمانيا عام 1990. تم تأكيد هذه النقطة باعتبارها النقطة الوسطى من الاحداثيات المتطرفة من قبل جامعة دريسدن للتكنولوجيا. يضم Niederdorla أيضًا مركز الثقل ( نقطة التوازن ) حوالي 4.5 كيلومتر (2.8 ميل) إلى الجنوب الغربي.
يقع المركز الجغرافي للإمبراطورية الألمانية في الفترة من 1871 إلى 1919 في شبرمبرغ في مقاطعة براندنبورغ البروسية. النقطة الوسطى من ألمانيا الشرقية كان يقع حتى عام 1990 بين قريتي Verlorenwasser وWeitzgrund بالقرب من باد بلتسيغ.

## تضاريس
المرتفعات الألمانية الوسطى ( Mittelgebirgsschwelle ) هي منطقة Mittelgebirge.